# Angelica (pueblo)
Angelica es un pueblo ubicado en el condado de Allegany en el estado estadounidense de Nueva York. En el año 2000 tenía una población de 1411 habitantes y una densidad poblacional de 14.9 personas por km².

## Geografía
Angelica se encuentra ubicado en las coordenadas 42°18′23″N 78°0′59″O / 42.30639, -78.01639.

## Demografía
Según la Oficina del Censo en 2000 los ingresos medios por hogar en la localidad eran de $33 750, y los ingresos medios por familia eran $37 891. Los hombres tenían unos ingresos medios de $28 958 frente a los $21 328 para las mujeres. La renta per cápita para la localidad era de $16 348. Alrededor del 11.8% de la población estaban por debajo del umbral de pobreza.